# Reuben Doctor
Reuben Doctor (în idiș ‏‏ראובֿן דאָקטאָר‏‎, transliterat Rivn Doctor, în rusă Рубен Доктор, transliterat: Ruben Doctor; n. 1882, Edineț, Imperiul Rus – d. 1940, New York City, New York, SUA) a fost un evreu basarabean, actor de teatru american în limba idiș, compozitor și libretist.

## Biografie
Reuben Doctor s-a născut în târgul Edineț (acum oraș și centru raional din Republica Moldova) din ținutul Hotin, gubernia Basarabia a Imperiului Rus, într-o familie săracă. La vârsta de paisprezece ani a emigrat cu unchiul său la Londra. A fost corist de sinagogă, apoi s-a alăturat unei trupe evreiești de vodevil din cartierul londonez East End.
În 1908 s-a mutat în Statele Unite. A cântat în diferite trupe de vodevil, în teatrul evreiesc, a înregistrat discuri de radio și gramofon. A publicat peste 80 de melodii pe versurile sale, dintre care aproximativ 50 înregistrate în propria sa interpretare.  Cea mai faimoasă melodie 
– „M-am stabilit temporar la propria mea soție” (în idiș איך בין אַ באָרדער בײַ מײַן װײַב), a devenit un succes și a fost ulterior interpretată de numeroase vedete ale scenei evreiești, inclusiv Fyvush Finkel.